# Nicolas D'Oriano
Nicolas D'Oriano (La Seyne-sur-Mer, 5 maggio 1997) è un nuotatore francese, specializzato nello stile libero.

## Biografia
È cresciuto nel Dauphins du Toulouse OEC.
Si è messo in evidenza al Festival olimpico della gioventù europea di Utrecht 2013, vincendo la medaglia d'argento nei 1500 m stile libero, terminando alle spalle dell'israeliano Marc Innawi.
Si è laureato campione continentale negli 800 e 1500 m stile libero ai Giochi europei di Baku 2015.
Agli europei di Londra 2016 si è piazzato 25º nei 1500 m stile libero.
Ha rappresentato la Francia ai Giochi olimpici estivi di Rio de Janeiro 2016, classificandosi 40º nei 1500 m stile libero.

## Palmarès
- Giochi europei

Baku 2015: oro negli 800 m sl; oro nei 1500 m sl;
- Festival olimpico della gioventù europea

Utrecht 2013: argento nei 1500 m sl;